# Deschampsia wacei
Deschampsia wacei biljna je vrsta iz porodice trava. Endem je otočja Tristan da Cunha. Trajnica, Po životnom je obliku hemikriptofit.
Vrsta je opisana u Bull. Brit. Mus. (Nat. Hist.), Bot. 8: 392 (1981)